# TIME (MONKEY MAJIKのアルバム)
『TIME』（タイム）は、日本のポップ・ロックバンドMONKEY MAJIKが、2008年9月3日に発売した通算5枚目（メジャー3枚目）のオリジナルアルバム。

## 概要
- PV付き20万枚限定生産盤（CD+DVD）[2]、LIVE映像付き15万枚限定生産盤（CD+DVD）、通常盤（CDのみ）の3形態で発売。
- 通常盤のみ、ボーナストラックとして「約束（Acoustic demo）」を収録。
- オリコン週間ランキングで2位に初登場。シングル・アルバムを通じて自身最高位を更新。

## 収録曲

### CD
1. ただ、ありがとう
  - TBS系ドラマ「あんどーなつ」主題歌
2. あいたくて
  - アサヒビール「スタイルフリー」CMソング
3. Together
  - SUBARU 50th Anniversary「Fantastic moments」CMソング
  - レコード会社直営♪2008年3月度CMソング
4. goin' places
  - 日本テレビ系「ブカツの天使」応援ソング（北海道・北東北・宮城県地区限定）
5. brokedown
6. Closer to you
7. Bicycle
8. あかり
  - メナード「ジュピエル」CMソング
9. Fall Back
  - パナソニック モバイルコミュニケーションズ「SoftBank 920P」CMソング
10. WEEKDAY
  - 仙台市「仙台アーティスティック・デザインマイバッグ・キャンペーン」CMソング
11. MORNING-EVENING
  - NHK教育テレビ「リトル・チャロ　カラダにしみこむ英会話」テーマソング
  - NHKラジオ第2放送「チャロの英語実力講座」テーマソング
  - 朝日放送「おはようコールABC」前半パートオープニングテーマ
12. 地球
13. 美しい想い出
14. 約束（Acoustic demo）（ボーナストラック、通常盤のみ収録）

### DVD

#### PV付き20万枚限定生産盤
1. fly
2. Around The World
3. another day
4. フタリ
5. Picture Perfect
6. 卒業、そして未来へ。
7. Change
8. Around The World + Go!空
9. Pretty People
10. 空はまるで

#### LIVE映像付き15万枚限定生産盤
1. One moment
2. I like pop
3. fly
4. Alright
5. Around The World
6. フミダスチカラ
7. thank you
8. Happiness
9. turn
10. 空はまるで

## 演奏
- 渡邊一郎：Additional Piano (#1.3.5.8)